# 77a Mostra Internacional de Cinema de Venècia

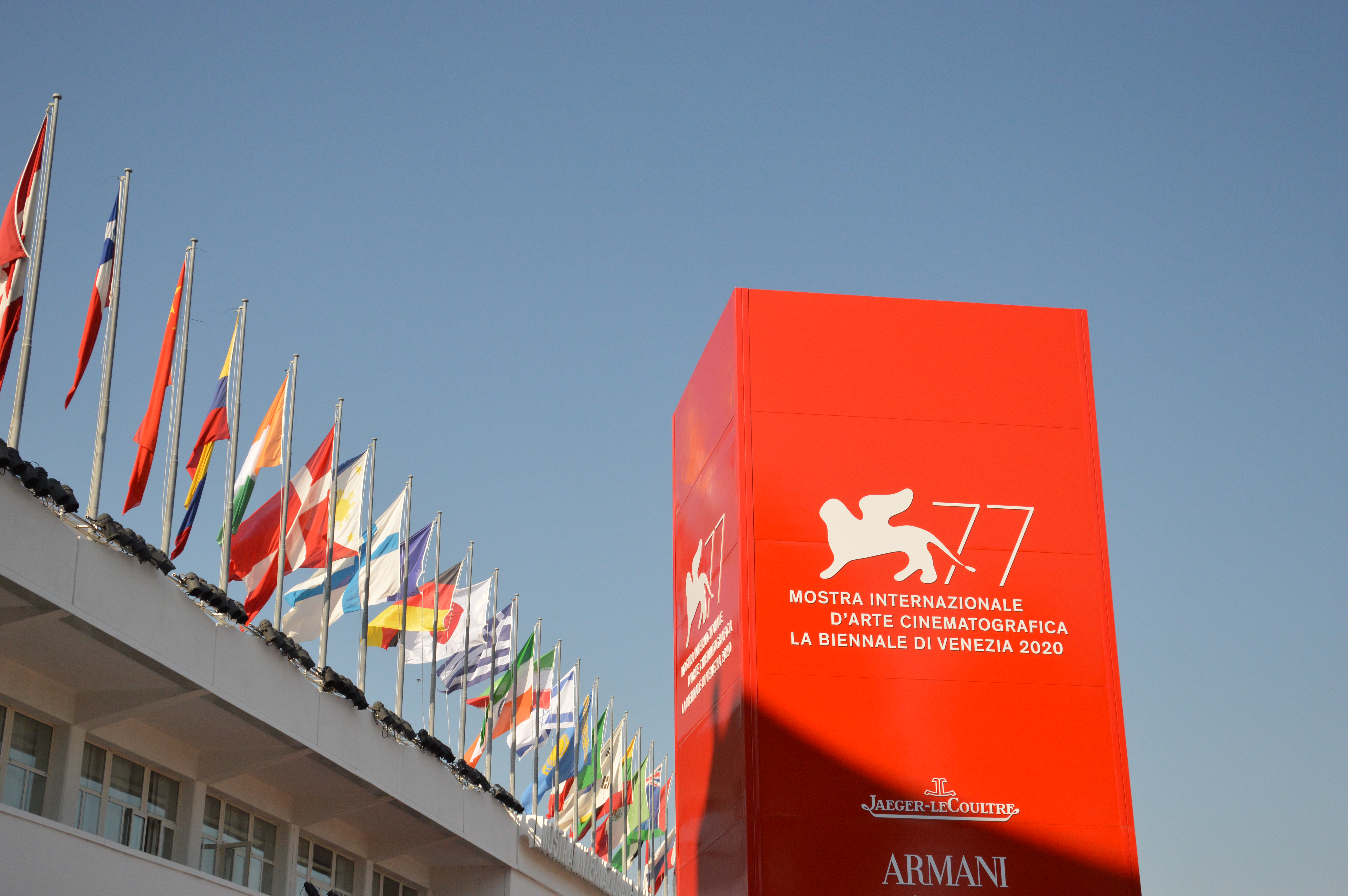
El Palazzo del Cinema di Venezia durant la Mostra.

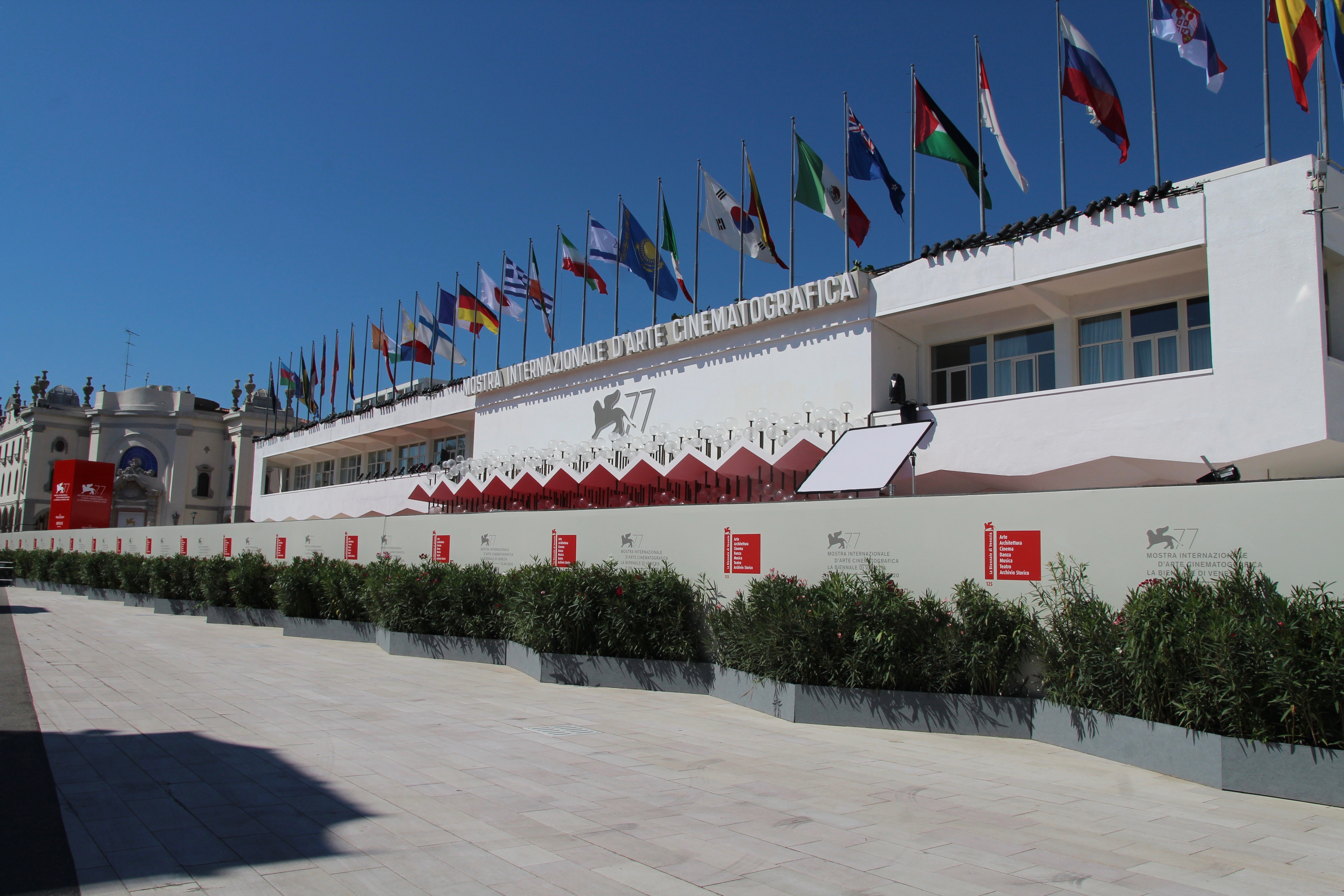
Una barrera construïda en compliment de les instruccions de seguretat per fer efectiu el distanciament social bloqueja la catifa vermella durant el Festival

La 77a Mostra Internacional de Cinema de Venècia es va celebrar del 2 al 12 de setembre de 2020, encara que en un "format més restringit" a causa de la pandèmia per COVID-19. L'actriu australiana Cate Blanchett fou nomenada President del Jurat. Lacci, dirigida per Daniele Luchetti, fou seleccionada com a pel·lícula d'apertura, la primera pel·lícula italiana que obria el fesetival en 11 anys. El Lleó d'Or fou atorgat a Nomadland, dirigida per Chloé Zhao.

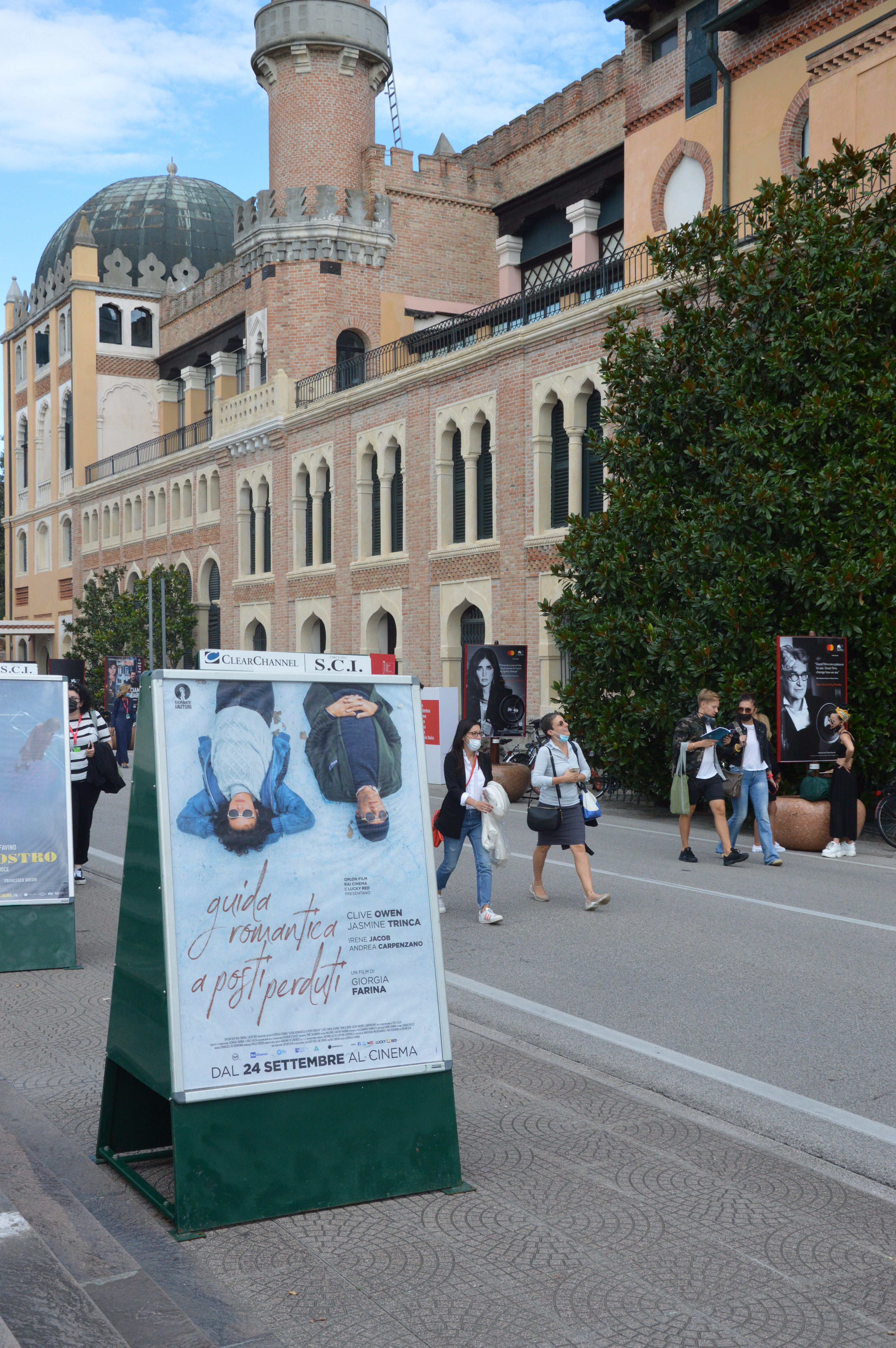

## Jurat
Competició principal (Venezia 77)
- Cate Blanchett, actriu australiana (President del Jurat)
- Matt Dillon, actor estatunidenc
- Veronika Franz, directora i guionista austríaca
- Joanna Hogg, directora i guionista britànica
- Nicola Lagioia, autor italià
- Christian Petzold, director i guionista alemany
- Ludivine Sagnier, actriu i model francesa

Orizzonti
- Claire Denis, director i guionista francès (President del Jurat)
- Oskar Alegria, director espanyol
- Francesca Comencini, director i guionista italià
- Katriel Schory, antic membre de k'Israel Film Fund
- Christine Vachon, productor estatunidenc

Premi Luigi De Laurentiis a la pel·lícula de debut
- Claudio Giovannesi, director i guionista italià (President del Jurat)
- Rémi Bonhomme, director artístic del Festival Internacional de Cinema de Marrakech
- Dora Bouchoucha, productor tunisià

Realitat Virtual Venècia
- Céline Tricart, expert estatunidenc en realitat virtual i 3D
- Asif Kapadia, director britànic
- Hideo Kojima, pioner i creador de videojocs japonès.

## Selecció oficial
El cartell complet de la selecció oficial es va anunciar el 28 de juliol de 2020.

### En competició
Les pel·lícules següents van ser seleccionades per al principal concurs internacional:
| Títol                                    | Director(s)                           | País de producció                                                                |
| ---------------------------------------- | ------------------------------------- | -------------------------------------------------------------------------------- |
| Und morgen die ganze Welt                | Julia von Heinz                       | Alemanya França                                                                  |
| Dorogie tovarisxtxi! (Дорогие товарищи!) | Andrei Konchalovsky                   | Rússia, França, Alemanya                                                         |
| The Disciple                             | Chaitanya Tamhane                     | Índia                                                                            |
| Səpələnmiş ölümlər arasında              | Hilal Baydarov                        | Azerbaidjan, Mèxic, Estats Units                                                 |
| Laila in Haifa                           | Amos Gitai                            | Israel, França                                                                   |
| Amants                                   | Nicole Garcia                         | França                                                                           |
| Le sorelle Macaluso                      | Emma Dante                            | Itàlia                                                                           |
| Miss Marx                                | Susanna Nicchiarelli                  | Itàlia, França, Bèlgica                                                          |
| Śniegu już nigdy nie będzie              | Małgorzata Szumowska i Michał Englert | Polònia, Alemanya                                                                |
| Nuevo Orden                              | Michel Franco                         | Mèxic, França                                                                    |
| Nomadland                                | Chloé Zhao                            | Estats Units                                                                     |
| Notturno                                 | Gianfranco Rosi                       | Itàlia, França, Alemanya                                                         |
| Padrenostro                              | Claudio Noce                          | Itàlia                                                                           |
| Pieces of a Woman                        | Kornél Mundruczó                      | Canadà, Hongria                                                                  |
| Quo Vadis, Aida?                         | Jasmila Žbanić                        | Bòsnia i Hercegovina, Romania, Àustria, Països Baixos, Alemanya, Polònia, França |
| Khorshid (خورشید)                        | Majid Majidi                          | Iran                                                                             |
| Supai no tsuma (スパイの妻)              | Kiyoshi Kurosawa                      | Japó                                                                             |
| The World to Come                        | Mona Fastvold                         | Estats Units                                                                     |

Títol il·luminat indica guanyador del Lleó d'Or.

### Fora de competició
Les següents pel·lícules foren seleccionades per ser projectades fora de competició:
| Ficció                                   | Ficció           | Ficció                | Ficció |
| Títol                                    | Director(s)      | País de producció     |        |
| ---------------------------------------- | ---------------- | --------------------- | ------ |
| Assandira                                | Salvatore Mereu  | Itàlia                |        |
| The Duke                                 | Roger Michell    | Regne Unit            |        |
| The human voice                          | Pedro Almodóvar  | Espanya               |        |
| Dì yī lú xiāng (第一炉香)                | Ann Hui          | R.P. de la Xina       |        |
| Mandibules                               | Quentin Dupieux  | França, Bèlgica       |        |
| Mosquito State                           | Filip Jan Rymsza | Polònia, Estats Units |        |
| Nag-won-ui bam (낙원의 밤)               | Park Hoon-jung   | Corea del Sud, França |        |
| One Night in Miami                       | Regina King      | Estats Units          |        |
| Run Hide Fight                           | Kyle Rankin      | Estats Units          |        |
| Lacci (pel·lícula d'apertura)            | Daniele Luchetti | Itàlia                |        |
| Lasciami andare (pel·lícula de clausura) | Stefano Mordini  | Itàlia                |        |

| No Ficció                      | No Ficció                   | No Ficció         | No Ficció |
| Títol                          | Director(s)                 | País de producció |           |
| ------------------------------ | --------------------------- | ----------------- | --------- |
| City Hall                      | Frederick Wiseman           | Estats Units      |           |
| Crazy, Not Insane              | Alex Gibney                 | Estats Units      |           |
| Final Account                  | Luke Holland                | Regne Unit        |           |
| Fiori, Fiori, Fiori!           | Luca Guadagnino             | Itàlia            |           |
| I Am Greta                     | Nathan Grossmann            | Suècia            |           |
| Hopper/Welles                  | Orson Welles                | Estats Units      |           |
| Molecole                       | Andrea Segre                | Itàlia            |           |
| Narciso em férias              | Renato Terra, Ricardo Calil | Brasil            |           |
| Paolo Conte, via con me        | Giorgio Verdelli            | Itàlia            |           |
| Salvatore: Shoemaker of Dreams | Luca Guadagnino             | Itàlia            |           |
| Sportin' Life                  | Abel Ferrara                | Itàlia            |           |
| La verità su La Dolce Vita     | Giuseppe Pedersoli          | Itàlia            |           |

| Projeccions especials  | Projeccions especials | Projeccions especials | Projeccions especials |
| Títol                  | Director(s)           | País de producció     |                       |
| ---------------------- | --------------------- | --------------------- | --------------------- |
| 30 monedas (episodi 1) | Álex de la Iglesia    | Espanya               |                       |
| Omelia contadina       | Alice Rohrwacher, JR  | Itàlia                |                       |
| Princesse Europe       | Camille Lotteau       | França                |                       |

### Orizzonti
Les següents pel·lícules foren seleccionades per la secció Orizzonti:
| Horizons Competition              | Horizons Competition              | Horizons Competition                       | Horizons Competition |
| Títol                             | Director(s)                       | País de producció                          |                      |
| --------------------------------- | --------------------------------- | ------------------------------------------ | -------------------- |
| Mila (μήλα)                       | Christos Nikou                    | Grècia, Polònia, Eslovènia                 |                      |
| Bùzhǐ bùxiū (不止不休)            | Wang Jing                         | R.P. de la Xina                            |                      |
| Jenayat-e bi deghat (جنایت بی‌دقت) | Shahram Mokri                     | Iran                                       |                      |
| The Furnace                       | Roderick Mackay                   | Austràlia                                  |                      |
| Gaza mon amour                    | Tarzan Nasser i Arab Nasser       | Palestina, França, Alemanya, Qatar         |                      |
| Lahi, Hayop                       | Lav Diaz                          | Filipines                                  |                      |
| Guerra e pace                     | Massimo D'Anolfi, Martina Parenti | Itàlia Suïssa                              |                      |
| Listen                            | Ana Rocha de Sousa                | Regne Unit, Polònia                        |                      |
| Mainstream                        | Gia Coppola                       | Estats Units                               |                      |
| The Man Who Sold His Skin         | Kaouther Ben Hania                | Tunísia, França, Alemanya, Suècia, Bèlgica |                      |
| Meel Patthar (मील पत्थर)            | Ivan Ayr                          | Índia                                      |                      |
| Nowhere Special                   | Uberto Pasolini                   | Regne Unit, Itàlia, Romania                |                      |
| La nuit des rois                  | Philippe Lacôte                   | Costa d'Ivori, França, Canadà              |                      |
| I predatori                       | Pietro Castellitto                | Itàlia                                     |                      |
| Selva trágica                     | Yulene Olaizola                   | Mèxic, França, Colòmbia                    |                      |
| La troisième guerre               | Giovanni Aloi                     | França                                     |                      |
| Dasht-e Khamoosh (دشت خاموش)      | Ahmad Bahrami                     | Iran                                       |                      |
| Jeltaia koixka                    | Adilkhan Ierjanov                 | Kazakhstan, França                         |                      |
| Zanka Contact                     | Ismaël El Iraki                   | Marroc, França, Bèlgica                    |                      |

| Curtmetratges – En competició                            | Curtmetratges – En competició | Curtmetratges – En competició | Curtmetratges – En competició |
| Títol                                                    | Director(s)                   | País de producció             |                               |
| -------------------------------------------------------- | ----------------------------- | ----------------------------- | ----------------------------- |
| Anita                                                    | Sushma Khadepaun              | Estats Units                  |                               |
| BMM – Being My Mom                                       | Jasmine Trinca                | Itàlia                        |                               |
| Entre tú y milagros                                      | Mariana Saffon                | Colòmbia. Estats Units        |                               |
| À fleur de peau                                          | Meriem Mesraoua               | Qatar, Algèria, França        |                               |
| Das Spiel                                                | Roman Hodel                   | Suïssa                        |                               |
| Mây nhưng không mưa                                      | Nghĩa Vũ Minh                 | Vietnam                       |                               |
| Nattåget                                                 | Jerry Carlsson                | Suècia                        |                               |
| Miegamasis rajonas                                       | Vytautas Katkus               | Lituània                      |                               |
| The Shift                                                | Laura Carreira                | Regne Unit                    |                               |
| Sogni al campo                                           | Magda Guidi                   | Itàlia França                 |                               |
| Was Wahrscheinlich Passiert Wäre, Wäre Ich Nicht Zuhause | Willy Hans                    | Alemanya                      |                               |
| Workshop                                                 | Judah Finnigan                | Nova Zelanda                  |                               |

| Curtmetratges – Fora de competició | Curtmetratges – Fora de competició | Curtmetratges – Fora de competició | Curtmetratges – Fora de competició |
| Títol                              | Director(s)                        | País de producció                  |                                    |
| ---------------------------------- | ---------------------------------- | ---------------------------------- | ---------------------------------- |
| The Return Of Tragedy              | Bertrand Mandico                   | França                             |                                    |
| Sì                                 | Luca Ferri                         | Itàlia                             |                                    |

Títol il·lúminat indica premi Orizzonti al millor llargmetratge i al millor curtmetratge respectivament.

### Clàssics de Venècia
Les següents pel·lícules van ser seleccionades per projectar-se a la secció Venice Classics, que enguany es programarà al Festival Il Cinema Ritrovato de Bolonya, del 25 al 31 d'agost:
| Pel·lícules clàssiques restaurades                                                                    | Pel·lícules clàssiques restaurades | Pel·lícules clàssiques restaurades | Pel·lícules clàssiques restaurades |
| Títol                                                                                                 | Director(s)                        | País de producció                  |                                    |
| --- | ---------------------------------- | ---------------------------------- | ---------------------------------- |
| Le Cercle Rouge (1970)                                                                                | Jean-Pierre Melville               | França                             |                                    |
| Claudine (1974)                                                                                       | John Berry                         | Estats Units                       |                                    |
| Goodfellas (1990)                                                                                     | Martin Scorsese                    | Estats Units                       |                                    |
| La última cena (1976)                                                                                 | Tomás Gutiérrez Alea               | Cuba                               |                                    |
| Utószezon (1966)                                                                                      | Zoltán Fábri                       | Hongria                            |                                    |
| Muhōmatsu no isshō (1958) 無法松の一生                                                                | Hiroshi Inagaki                    | Japó                               |                                    |
| Sedotta e abbandonata (1964)                                                                          | Pietro Germi                       | Itàlia                             |                                    |
| Serpico (1973)                                                                                        | Sidney Lumet                       | Estats Units                       |                                    |
| Cronaca di un amore (1950)                                                                            | Michelangelo Antonioni             | Itàlia                             |                                    |
| Neokontxennaia piesa dlia mekhanitxeskogo pianino (1977) Неоконченная пьеса для механического пианино | Nikita Mikhalkov                   | Unió Soviètica                     |                                    |
| Fukushū Suru wa Ware ni Ari (1979) 復讐するは我にあり                                                 | Shōhei Imamura                     | Japó                               |                                    |
| Den muso (1975) '                                                                                     | Souleymane Cissé                   | Mali                               |                                    |
| Només es viu una vegada (1937)                                                                        | Fritz Lang                         | Estats Units                       |                                    |

## Seccions autònomes

### Setmana Internacional de la Crítica
Les següents pel·lícules foren seleccionades per la 35a Settimana Internazionale della Critica:
| En competició                               | En competició                        | En competició     | En competició |
| Títol                                       | Director(s)                          | País de producció |               |
| ------------------------------------------- | ------------------------------------ | ----------------- | ------------- |
| 50 o dos ballenas se encuentran en la playa | Jorge Cuchi                          | Mèxic             |               |
| Погані дороги                               | Natalya Vorozhbyt                    | Ucraïna           |               |
| Tvano nebus                                 | Marat Sargsyan                       | Lituània          |               |
| Hayaletler                                  | Azra Deniz Okyay                     | Turquia, Qatar    |               |
| Shorta                                      | Anders Ølholm i Frederik Louis Hviid | Dinamarca         |               |
| Non odiare                                  | Mauro Mancini                        | Itàlia, Polònia   |               |
| Topside                                     | Celine Held i Logan George           | Estats Units      |               |

| Esdeveniments especials – Fora de Competició | Esdeveniments especials – Fora de Competició | Esdeveniments especials – Fora de Competició | Esdeveniments especials – Fora de Competició |
| Títol                                        | Director(s)                                  | País de producció                            |                                              |
| -------------------------------------------- | -------------------------------------------- | -------------------------------------------- | -------------------------------------------- |
| The Book of Vision (pel·lícula d'apertura)   | Carlo S. Hintermann                          | Itàlia Regne Unit Bèlgica                    |                                              |
| The Rossellinis (pel·lícula de clausura)     | Alessandro Rossellini                        | Itàlia Letònia                               |                                              |

### Le Giornate degli Autori
Les següents pel·lícules foren seleccionades en la 17a edició de secció Le Giornate degli Autori:
| Selecció oficial                                    | Selecció oficial                          | Selecció oficial                                       | Selecció oficial |
| Títol                                               | Director(s)                               | País de producció                                      |                  |
| --------------------------------------------------- | ----------------------------------------- | ------------------------------------------------------ | ---------------- |
| 200 Meters                                          | Ameen Nayfeh                              | Palestina                                              |                  |
| Конференция                                         | Ivan Tverdovskiy                          | Rússia, Estònia, Itàlia, Regne Unit                    |                  |
| Cigare au miel (pel·lícula d'apertura)              | Kamir Aïnouz                              | França, Algèria                                        |                  |
| Mama                                                | Li Dongmei                                | R.P. de la Xina                                        |                  |
| Tengo miedo torero                                  | Rodrigo Sepúlveda                         | Xile, Argentina, Mèxic                                 |                  |
| Oaza                                                | Ivan Ikić                                 | Sèrbia, Eslovènia, Països Baixos, Bòsnia i Hercegovina |                  |
| Felkészülés meghatározatlan ideig tartó együttlétre | Lili Horvát                               | Hongria                                                |                  |
| Residue                                             | Merawi Gerima                             | Estats Units                                           |                  |
| Spaccapietre                                        | Gianluca De Serio i Massimiliano De Serio | Itàlia, França, Bèlgica                                |                  |
| Kitoboy                                             | Philipp Yuryev                            | Rússia                                                 |                  |

| Fora de competició                      | Fora de competició | Fora de competició | Fora de competició |
| Títol                                   | Director(s)        | País de producció  |                    |
| --------------------------------------- | ------------------ | ------------------ | ------------------ |
| Saint-Narcisse (pel·lícula de clausura) | Bruce LaBruce      | Canadà             |                    |

| Esdeveniments especials         | Esdeveniments especials         | Esdeveniments especials  | Esdeveniments especials |
| Títol                           | Director(s)                     | País de producció        |                         |
| ------------------------------- | ------------------------------- | ------------------------ | ----------------------- |
| Extraliscio – Punk da balera    | Elisabetta Sgarbi               | Itàlia                   |                         |
| Guida romantica a posti perduti | Giorgia Farina                  | Itàlia                   |                         |
| Das Neue Evangelium             | Milo Rau                        | Alemanya, Suïssa, Itàlia |                         |
| Samp                            | Flavia Mastrella, Antonio Rezza | Itàlia                   |                         |

| Contes de Dones de Miu Miu | Contes de Dones de Miu Miu | Contes de Dones de Miu Miu | Contes de Dones de Miu Miu |
| Títol                      | Director(s)                | País de producció          |                            |
| -------------------------- | -------------------------- | -------------------------- | -------------------------- |
| #19 Nightwalk              | Małgorzata Szumowska       | Itàlia, Polònia            |                            |

## Premis

### Selecció oficial
Els següents premis oficials foren atorgats en la 77a edició:
En competició
- Lleó d'Or: Nomadland de Chloé Zhao
- Gran Premi del Jurat: Nuevo Orden de Michel Franco
- Lleó d'Argent: Kiyoshi Kurosawa per Supai no tsuma
- Copa Volpi per la millor interpretació femenina: Vanessa Kirby per Pieces of a Woman
- Copa Volpi per la millor interpretació masculina: Pierfrancesco Favino per Padrenostro
- Premi al millor guió: Chaitanya Tamhane per The Disciple
- Premi Especial del Jurat: Dorogie tovarishchi! d'Andrei Kontxalovski
- Premi Marcello Mastroianni: Rouhollah Zamani per Khōrshīd

Premis 
- Lleó d'Or a tota una vida: Ann Hui i Tilda Swinton[18]